# Chloronia gloriosoi
Chloronia gloriosoi is een insect uit de familie Corydalidae, die tot de orde grootvleugeligen (Megaloptera) behoort. De soort komt voor in Costa Rica en Panama.